# 石原保徳
石原 保徳（いしはら　やすのり、1935年 - 2011年）は、日本の歴史学者。
岡山県岡山市生まれ。1961年一橋大学大学院社会学研究科修士課程修了。高島善哉の指導を受けた。大学院修了後、出版社岩波書店に編集者として勤務。95年定年退職。和光大学非常勤講師を務めた。コンキスタドールによるアメリカ大陸の征服をもっぱら研究した。1992年に前立腺がんの摘出手術を受けて以降も、闘病生活が続き、2011年死去。
岩波書店の編集者として『大航海時代叢書』第2期（1979年 - 1992年）の企画・編集に携わり、さらに、編集者生活の総決算として『アンソロジー新世界の挑戦』（1992年 - 1995年）を企画した。

## 著書
- 『インディアスの発見 ラス・カサスを読む』田畑書店、1980、新訂1992
- 『世界史への道 ヨーロッパ的世界史像再考』丸善ライブラリー（新書判 全2巻）、1999 ISBN 4-621-05289-6&ISBN 4-621-05290-X
- 『大航海者たちの世紀』評論社、2005 ISBN 4-566-05068-8
- 『シリーズ世界周航記 別巻　新しい世界への旅立ち』原田範行と共著 岩波書店、2006 ISBN 4-00-008860-2
- 『世界史再考　歴史家ラス・カサスとの対話』制作デジプロ、2011。私家版

### 翻訳
- ラス・カサス『インディアス破壊を弾劾する簡略なる陳述』現代企画室・インディアス群書、1987 ISBN 4-7738-8701-X

編・解説
- ラス・カサス『インディアス史』、長南実訳  岩波文庫（全7巻）、2009 -「大航海時代叢書」版を改訂

## 注
1. ↑  『大航海者たちの世紀』著者紹介
2. ↑  滝沢岩雄「『大航海者たちの世紀』 著者 石原保徳さん ヨーロッパ文明への内なる弾劾」『毎日新聞』2005年3月13日、朝刊、11面。